# Чистопільська сільська рада (Верхньорогачицький район)
Чистопі́льська сільська́ ра́да — адміністративно-територіальна одиниця та орган місцевого самоврядування в Верхньорогачицькому районі Херсонської області. Адміністративний центр — село Чистопілля.

## Загальні відомості
Чистопільська сільська рада утворена в 1929 році.
- Територія ради: 83,7 км²
- Населення ради: 833 особи (станом на 2001 рік)
- Водоймища на території, підпорядкованій даній раді: Верхньорогачицький лиман

## Населені пункти
Сільській раді підпорядковані населені пункти:
- с. Чистопілля
- с. Кожум'яки
- с. Олексіївка

## Склад ради
Рада складається з 12 депутатів та голови.
- Голова ради: Логвінова Наталя Василівна
- Секретар ради: Бєлік Наталя Євгенівна

### Керівний склад попередніх скликань
| Прізвище, ім'я, по батькові | Основні відомості                                                 | Дата обрання | Дата звільнення |
| --------------------------- | ----------------------------------------------------------------- | ------------ | --------------- |
| Дробот Тетяна Олексіївна    | Сільський голова, 1961 року народження                            | 26.03.2006   | 31.10.2010      |
| Логвінова Наталя Василівна  | Сільський голова, 1975 року народження, освіта вища, позапартійна | 31.10.2010   |                 |

Примітка: таблиця складена за даними сайту Верховної Ради України

### Депутати
За результатами місцевих виборів 2010 року депутатами ради стали:

#### За суб'єктами висування
| Суб'єкт висування                                       | Кількість обраних депутатів | %    |
| ------------------------------------------------------- | --------------------------- | ---- |
| Політична партія Всеукраїнське об'єднання «Батьківщина» | 5                           | 41,7 |
| Партія регіонів                                         | 4                           | 33,3 |
| Самовисування                                           | 3                           | 25   |

#### За округами
| № округу                                                | Прізвище, ім'я, по батькові   | Дата визнання обраним | Освіта  | Партійна приналежність                        | Відомості про обраного депутата                                                       |
| ------------------------------------------------------- | ----------------------------- | --------------------- | ------- | --------------------------------------------- | ------------------------------------------------------------------------------------- |
| Партія регіонів                                         |                               |                       |         |                                               |                                                                                       |
| 7                                                       | Кубишко Маргарита Валеріївна  | 02.11.2010            | вища    | член Партії регіонів                          | Чистопільський фельдшерсько-акушерський пункт, завідувачка                            |
| 8                                                       | Калюжна Ольга Валеріївна      | 02.11.2010            | вища    | член Партії регіонів                          | Чистопільська загальноосвітня школа, вчитель                                          |
| 10                                                      | Парасочка Світлана Леонтіївна | 02.11.2010            | середня | член Партії регіонів                          | тимчасово не працює                                                                   |
| 11                                                      | Бєлік Наталя Євгенівна        | 02.11.2010            | середня | член Партії регіонів                          | Чистопільська сільська рада, секретар                                                 |
| Політична партія Всеукраїнське об'єднання «Батьківщина» |                               |                       |         |                                               |                                                                                       |
| 1                                                       | Зубач Микола Іванович         | 02.11.2010            | середня | член Всеукраїнського об'єднання «Батьківщина» | тимчасово не працює                                                                   |
| 2                                                       | Польська Наталя Анатоліївна   | 02.11.2010            | вища    | позапартійна                                  | Чистопільська загальноосвітня школа, вчитель                                          |
| 3                                                       | Козлов Олег Васильович        | 02.11.2010            | середня | член Всеукраїнського об'єднання «Батьківщина» | тимчасово не працює                                                                   |
| 4                                                       | Діденко Наталя Григорівна     | 02.11.2010            | вища    | член Всеукраїнського об'єднання «Батьківщина» | приватний підприємець                                                                 |
| 9                                                       | Вечоркін Геннадій Миколайович | 02.11.2010            | середня | член Всеукраїнського об'єднання «Батьківщина» | Фермерське господарство «Юлія», голова                                                |
| Самовисування                                           |                               |                       |         |                                               |                                                                                       |
| 5                                                       | Копійка Тамара Павлівна       | 02.11.2010            | вища    | позапартійна                                  | пенсіонер                                                                             |
| 6                                                       | Бельмасова Тетяна Вікторівна  | 02.11.2010            | вища    | позапартійна                                  | Верхньорогачицький районний суд Херсонської області, заступник керівника апарату суду |
| 12                                                      | Пікус Віктор Трохимович       | 27.12.2010            | середня | позапартійний                                 | тимчасово не працює                                                                   |

## Населення
За переписом населення України 2001 року в сільській раді мешкала 831 особа.

### Мова
Розподіл населення за рідною мовою за даними перепису 2001 року:
| Мова       | Відсоток |
| ---------- | -------- |
| українська | 93,88 %  |
| російська  | 6,12 %   |